# Socha svatého Jiří (Pražský hrad)
Socha svatého Jiří je bronzová jezdecká plastika na třetím nádvoří Pražského hradu. Představuje svatého Jiří jako jezdce na koni, rytíře v plátové zbroji a s kopím, zabíjejícím draka. Stojí na členitém skalisku s reliéfem rostlin a drobných živočichů. Jde o jednu z nejvýznamnějších českých gotických soch z bronzu. Původní socha byla vytvořena ve 14. století, v roce 1967 byla nahrazena kopií.

## Historie
Sochu odlili ji v roce 1373 bratři Martin a Jiří z Kluže, jak bylo zaznamenáno v účtech Pražského hradu. Zda jsou též autory originálu, to je dodnes předmětem odborných diskusí historiků umění. Mohl to být sochař pražský (z okruhu parléřovské huti), sedmihradský nebo (podle maďarských autorů) uherský.
Původní umístění sochy není známo. Koncem 15. století je doložena na gotické kašně na Jiřském náměstí. Byla poškozena v roce 1541 při požáru Pražského hradu, kdy jí padající břevna urazila některé součásti. Jiná nehoda sochu postihla v roce 1562, kdy se na ni vyšplhali diváci, aby viděli na rytířský turnaj, sochu zvrhli a ulomili koňskou hlavu. Sochu opravoval zvonař Tomáš Jaroš, autor Zpívající fontány.
Koncem 17. století byla socha přemístěna na novou kamennou barokní kašnu, navrženou architektem Francescem Carattim, která stála na III. nádvoří při Starém královském paláci (její část se stala součástí Orlí kašny, druhá část byla později umístěna na Jiřském náměstí).

## Novodobé umístění a kopie
V roce 1928 byla v rámci úprav nádvoří podle návrhu architekta Josipa Plečnika socha umístěna na dnešní místo, na nový podstavec nad moderní kašnu z bronzu a žuly, která je Plečnikovým dílem. 
V roce 1967 byl originál nahrazen bronzovou kopií a přestěhován do expozice starého českého umění Národní galerie v Jiřském klášteře. Po zrušení této instalace byl zapůjčen Správě Pražského hradu a je  vystaven v expozici Příběh Pražského hradu ve Starém královském paláci. Další novodobá kopie, sádrová s černou povrchovou úpravou, se nachází v Lapidáriu Národního muzea v Praze-Holešovicích a třetí je ve vestibulu Akademie výtvarných umění v Praze. Několik kopií se také nachází v Maďarsku (Budapešť, Segedín) a Rumunsku (Kluž).

## Galerie

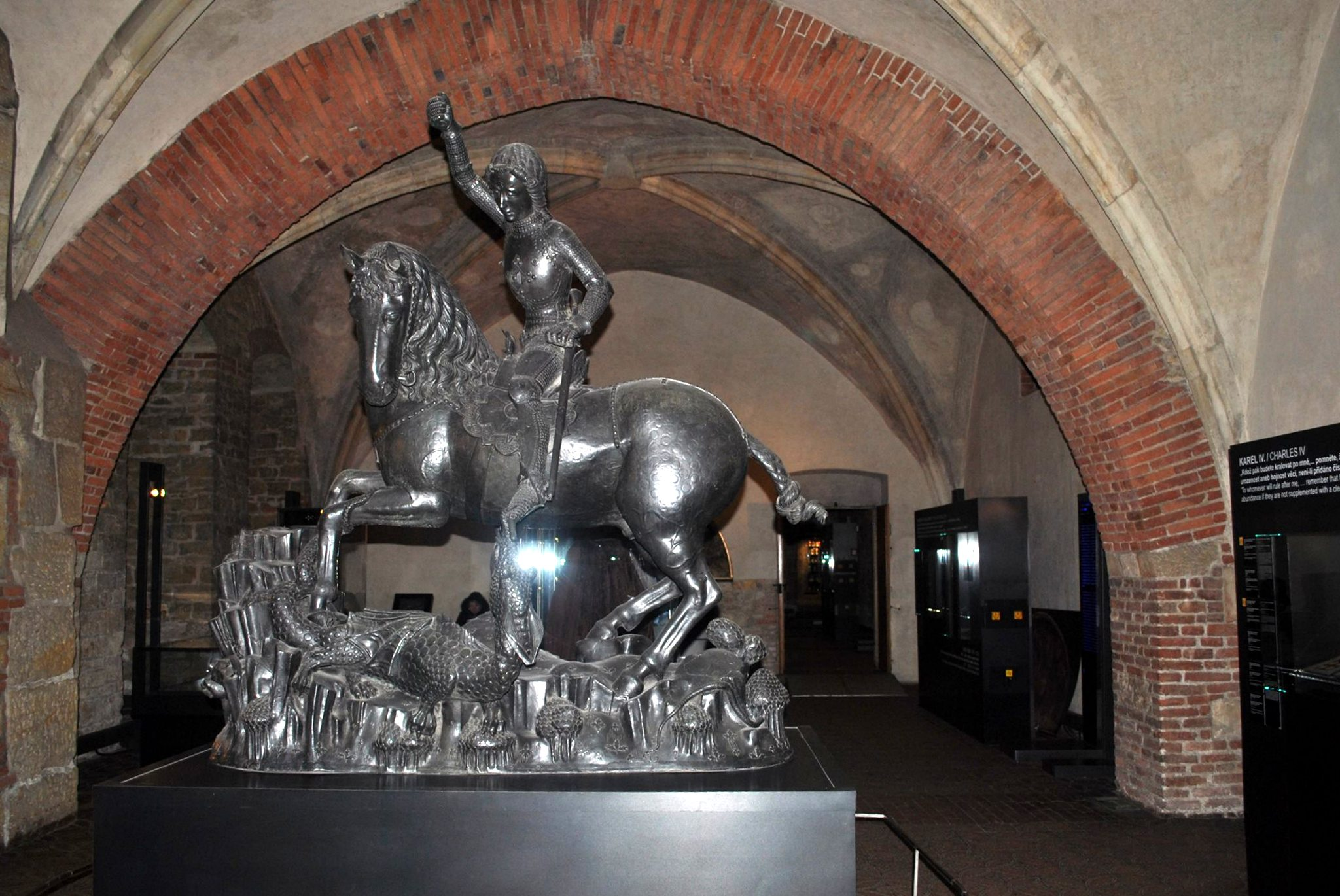
originál sochy v expozici Příběh Pražského hradu
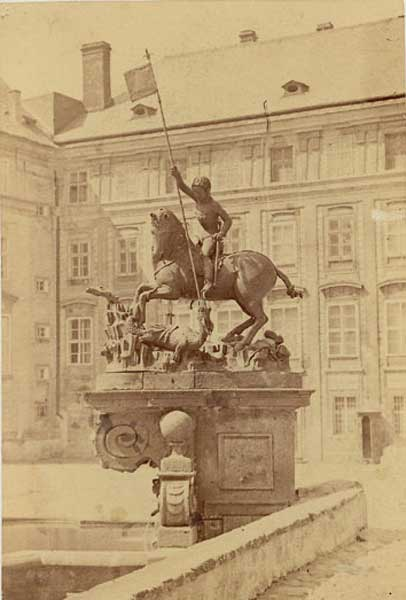
Socha v roce 1870 umístěná na barokní kašně
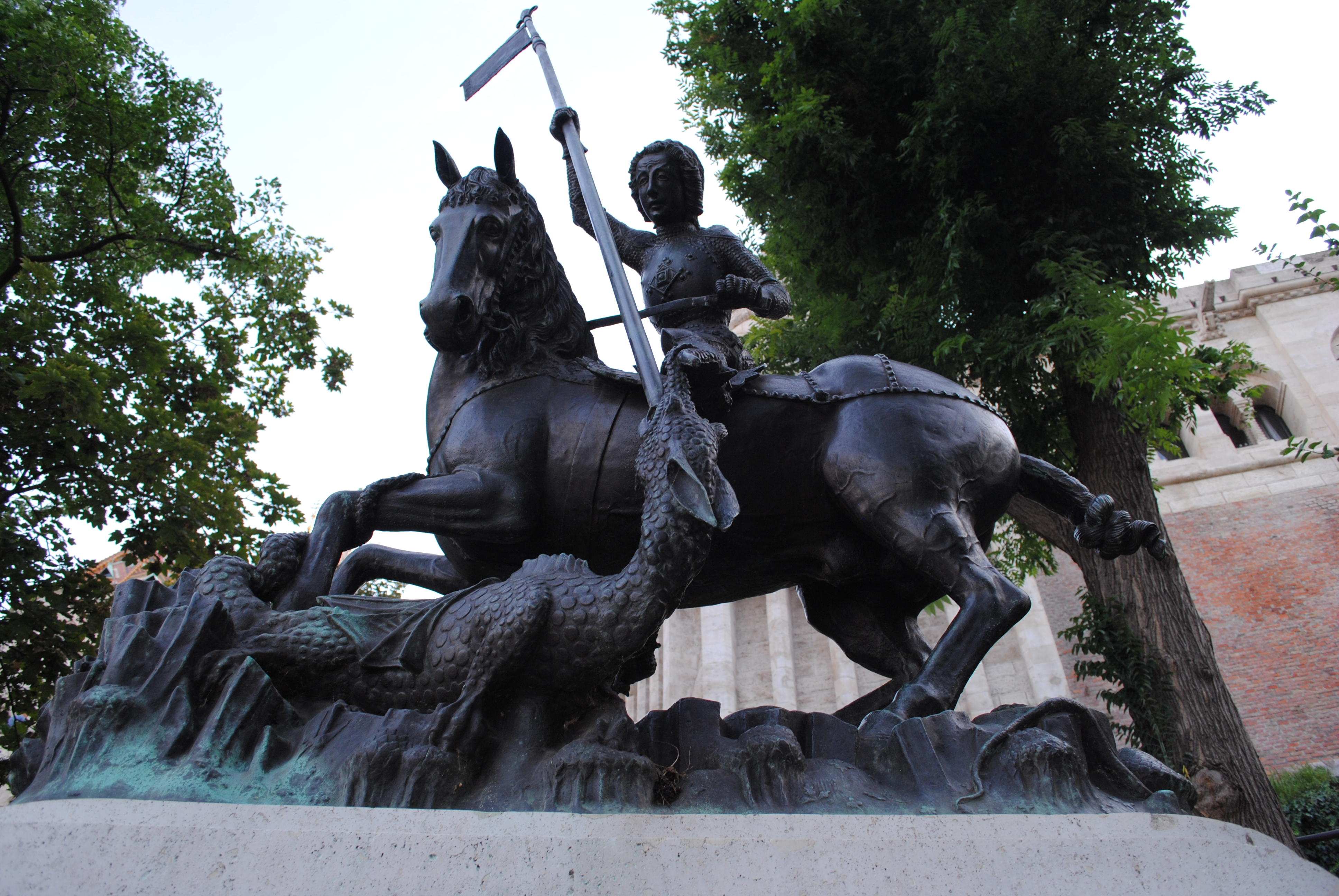
kopie sochy v Budapešti u Rybářské bašty
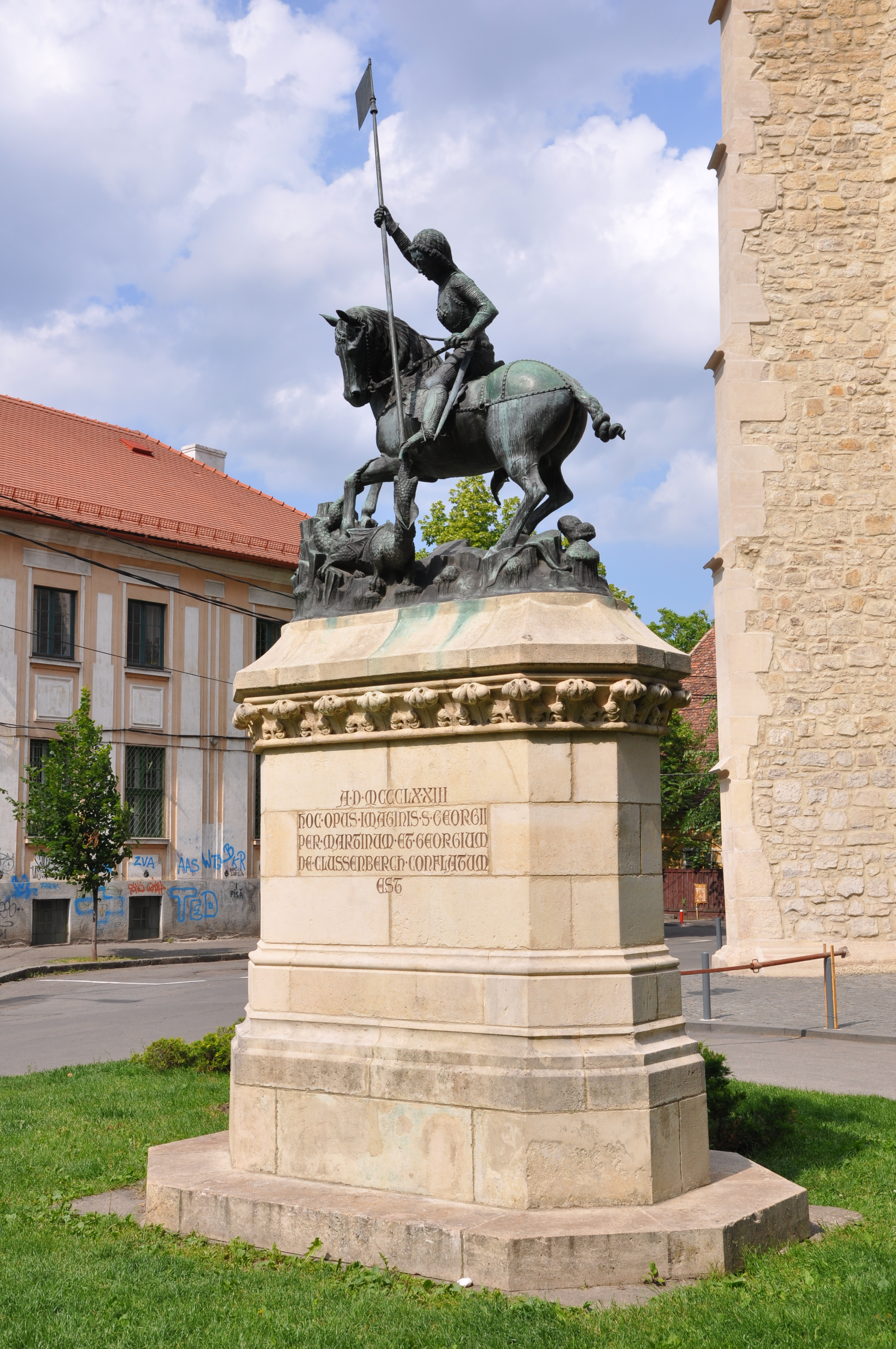
kopie sochy v Kluži
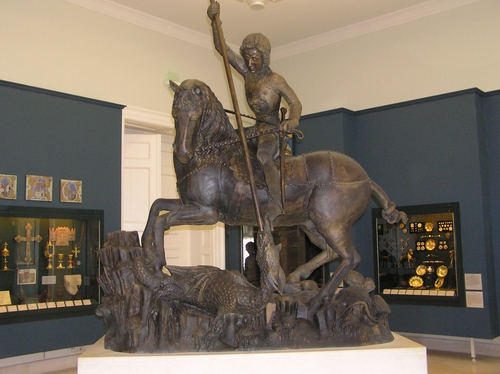
kopie sochy v Maďarském národním muzeu